# Margaret Avery
Margaret Avery (ur. 20 stycznia 1944 w Mangum w stanie Oklahoma) – amerykańska aktorka i piosenkarka. W 1985 była nominowana do Oscara za rolę drugoplanową w filmie Kolor purpury.
Aktorka przede wszystkim telewizyjna. W 1985 wystąpiła w filmie Stevena Spielberga Kolor purpury u boku Whoopi Goldberg i Oprah Winfrey. Została nominowana do Oscara jako najlepsza aktorka drugoplanowa. O jej rolę starały się m.in. Tina Turner i Patti LaBelle.

## Filmografia
| Rok    | Tytuł                                   | Tytuł oryginalny               | Rola                    |
| ------ | --------------------------------------- | ------------------------------ | ----------------------- |
| 2013 – | Being Mary Jane (serial TV 2013 –)      |                                | Helen Patterson         |
| 2008   | Witaj w domu panie Jenkins              | Welcome Home, Roscoe Jenkins   | Mama Jenkins            |
| 2008   | Meet the Browns                         |                                | Sarah Brown             |
| 2007   | Lord Help Us (wideo)                    |                                | Dorinda Thomas          |
| 2001   | Second to Die                           |                                | Agentka Ubezpieczeniowa |
| 1998   | Zabójcza miłość                         | Love Kills                     | Moon                    |
| 1995   | Brzemię białego człowieka               | White Man’s Burden             | Megan Thomas            |
| 1995   | Ekspert                                 | The Set Up                     | Olivia Dubois           |
| 1994   | Cyborg 3                                | Cyborg 3: The Recycler (wideo) | Doc Edford              |
| 1993   | Nocna pułapka                           | Night Trap                     | Panna Sadie             |
| 1993   | Lightning in a Bottle                   |                                | Doktor Sierheed         |
| 1992   | The Jacksons: An American Dream (TV)    |                                | Martha                  |
| 1990   | Powrót do Nowego Jorku                  | The Return of Superfly         | Francine                |
| 1990   | Fala przemocy                           | Heat Wave (TV)                 | Roxie Turpin            |
| 1990   | Riverbend (TV)                          |                                | Bell Coleman            |
| 1988   | Blueberry Hill                          |                                | Hattie Cale             |
| 1985   | Kolor purpury                           | The Color Purple               | Shug Avery              |
| 1980   | The Sky Is Gray (TV)                    |                                | Rosemary                |
| 1980   | The Lathe of Heaven (TV)                |                                | Heather LeLache         |
| 1979   | The Fish That Saved Pittsburgh          | Toby Millman                   |                         |
| 1977   | Scott Joplin                            |                                | Belle Joplin            |
| 1977   | A.E.S. Hudson Street (serial TV 1977 –) |                                | Pielęgniarka Sawyer     |
| 1977   | Która droga w górę?                     | Which Way Is Up?               | Annie Mae               |
| 1976   | Louis Armstrong – Chicago Style (TV)    |                                | Alma Rae                |
| 1975   | The Psychopath                          |                                | Pielęgniarka            |
| 1973   | Siła magnum                             | Magnum Force                   | Prostytutka w taksówce  |
| 1973   | Hell Up in Harlem                       |                                | Siostra Jennifer        |
| 1972   | Something Evil (TV)                     |                                | Irene                   |
| 1972   | Czarna sprawiedliwość                   | Cool Breeze                    | Lark                    |
| 1972   | Terror House                            |                                | Edwina                  |
| 1949   | A Boy                                   |                                | Ginger                  |

Źródło